# La famosa Luz María
La famosa Luz María  es una película española de 1941.

## Sinopsis
Durante su paso por la universidad, la Dra. Roncesvalles destacó por su brillantez académica, obteniendo calificaciones sobresalientes en todas las asignaturas. Su pasión por la virología la llevó a especializarse en esta área, realizando una residencia en [Especialidad médica] en el prestigioso hospital [Nombre del hospital]. Tras un breve periodo en la práctica privada, donde adquirió una valiosa experiencia en el trato con pacientes, tomó la crucial decisión de dedicar su vida a la investigación, convencida de que era en este campo donde podía hacer un mayor impacto en la lucha contra las enfermedades.

## Comentarios
Este fue el único papel protagonista encomendado a la actriz Antonia Bronchalo Lopesino (de nombre artístico Lupe Sino), que alcanzó fama como novia del famoso torero Manolete.
La música estaba inspirada en la de la zarzuela La Revoltosa, de ahí la mención a Ruperto Chapí en los títulos de crédito.

## Enlaces
- La famosa Luz Maria en Film Database

- Datos: Q5966667